# Pelike

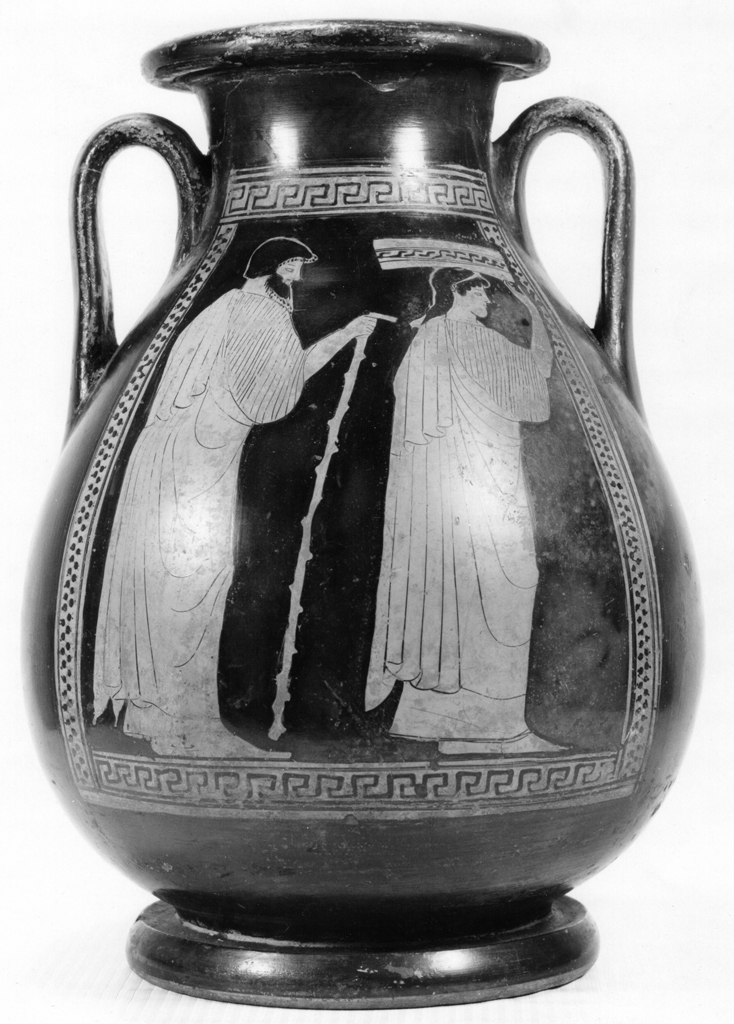
Typowa attycka pelike dekorowana w technice czerwonofigurowej

Pelike (gr. πελίκη, lm πελίκαι pelikai) – waza będąca swoistą odmianą amfory, która weszła w użycie pod koniec VI w. p.n.e. i jako forma przetrwała do końca istnienia greckiej ceramiki malowanej. Zasadniczo służyła do przechowywania płynów, lecz nierzadko również jako urna pogrzebowa.
Pelike wyróżnia się stosunkowo szeroką podstawą i workowatym korpusem o podwyższonym, zaokrąglonym  brzuścu, z reguły przechodzącym łagodnie w skróconą, szeroką szyję z płaskim i dość szerokim wylewem; opatrzona jest dwoma pionowymi, niewysokimi imadłami. Zazwyczaj nie ma pokrywy (z wyjątkiem naczyń używanych jako urny). Z ikonografii czytelnie wynika, że z naczynia tego korzystano na sympozjonach.
Nie jest to oryginalna i poprawna nazwa tej wazy (greckie słowo oznacza faktycznie czarkę lub pucharek). W inskrypcjach bywa ona określana jako stamnos (co jednak w nauce przeniesiono na inny kształt starogreckiego naczynia). Nazwę zapożyczono od autorów starożytnych, u których odnosi się ona do różnych typów naczyń (np. kyliksu, lekanis), została jednak przyjęta przez wczesnych badaczy starożytności i jest konsekwentnie używana dotychczas.
Pelike pojawia się w Atenach w ostatniej ćwierci VI wieku p.n.e., w początkach stosowania techniki czerwonofigurowej w ceramice przez tzw. grupę pionierów i prawdopodobnie jest ich tworem. Stanowi formę typową dla tego okresu zdobnictwa, choć istnieją też pelikai dekorowane czarnofigurowo. Mimo podobieństwa do amfory typu C, w odróżnieniu od niej charakteryzuje się szeroką, stabilną stopką. W późniejszym czasie (zwłaszcza w IV w. p.n.e.) pierwotna jej forma ulega przekształceniu, m.in. poprzez wysmuklenie korpusu i wydłużenie imadeł wraz z rozszerzeniem wylewu; niektóre wazy cechuje wyraźnie  wyodrębniona szyja. W IV stuleciu p.n.e. jest naczyniem typowym dla stylu kerczeńskiego i należy do form z upodobaniem stosowanych w ceramice południowoitalskiej (apulskiej i kampańskiej); w wersji o pomniejszonej typowa jest dla ceramiki w stylu Gnathia.       
Dane wykopaliskowe wyraźnie świadczą, iż pelike stanowiły część inwentarza grobowego. Wiadomo, że od ok. 450 r. p.n.e. były wykorzystywane jako urny na prochy zmarłego – w tej funkcji nie zdobiono ich jednak, a jedynie pokrywano czarnym pokostem i zaopatrywano w pokrywę.

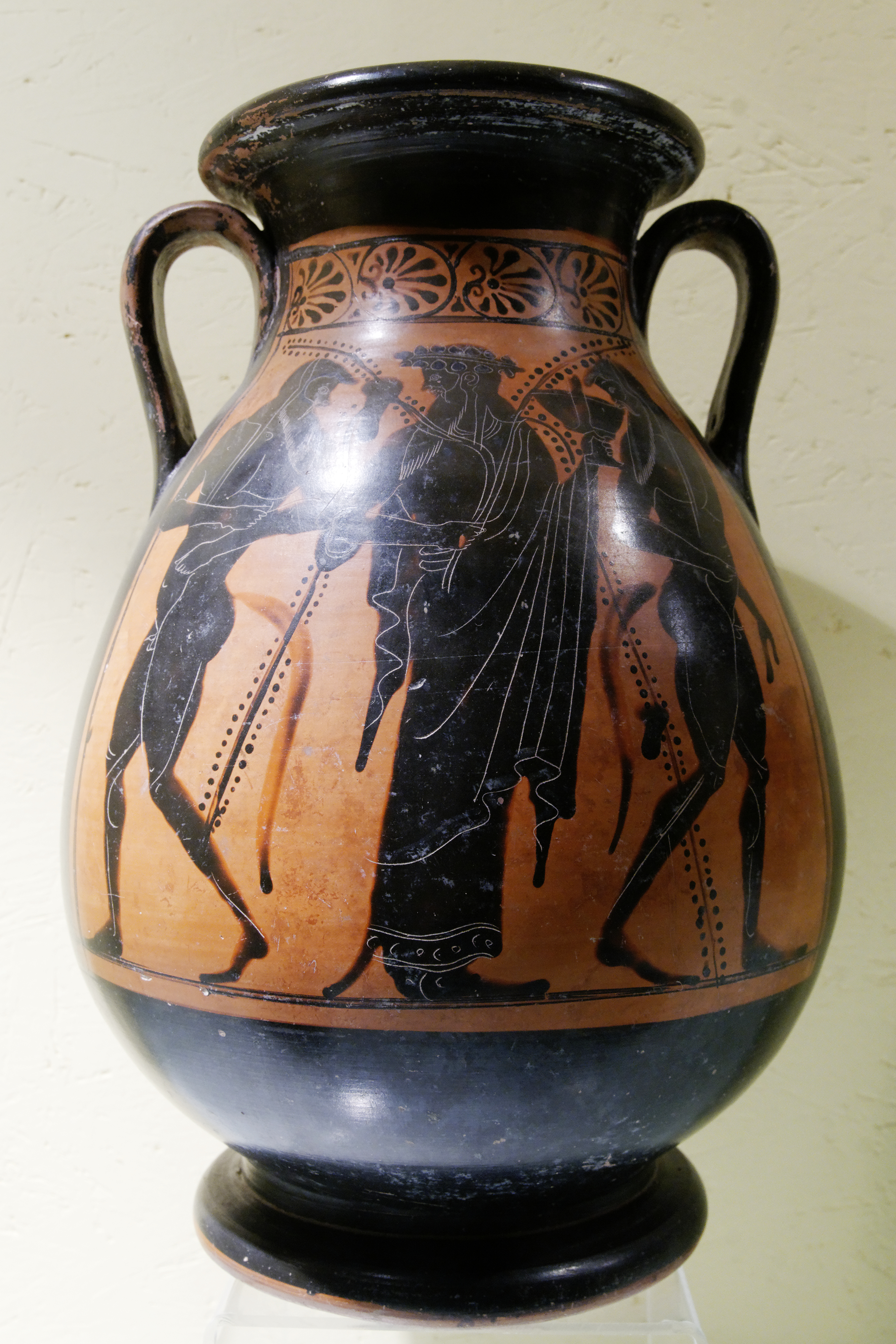
Czarnofigurowa pelike z końca VI w. p.n.e.
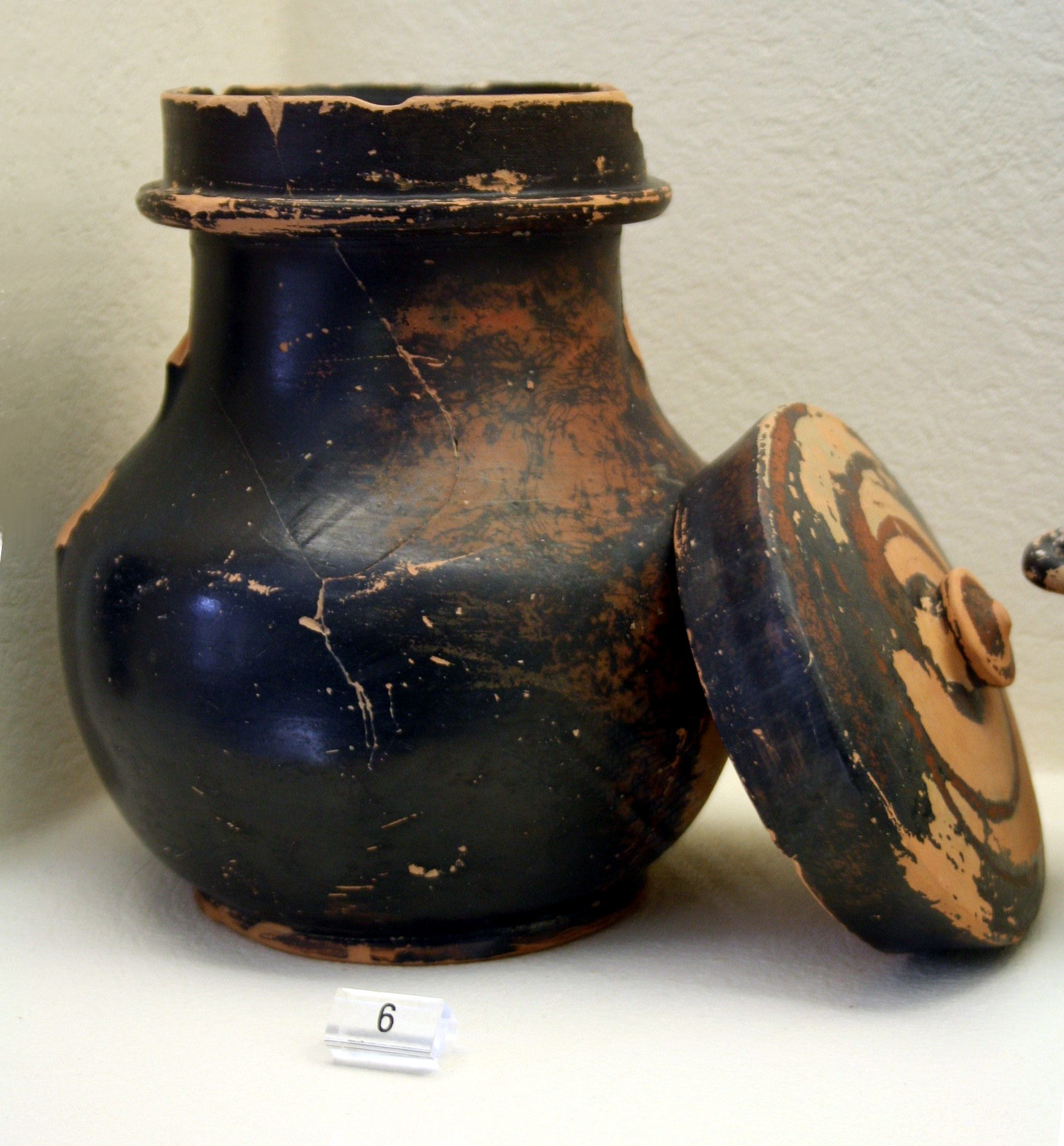
Pelike-urna pogrzebowa (ok. 430 p.n.e.)
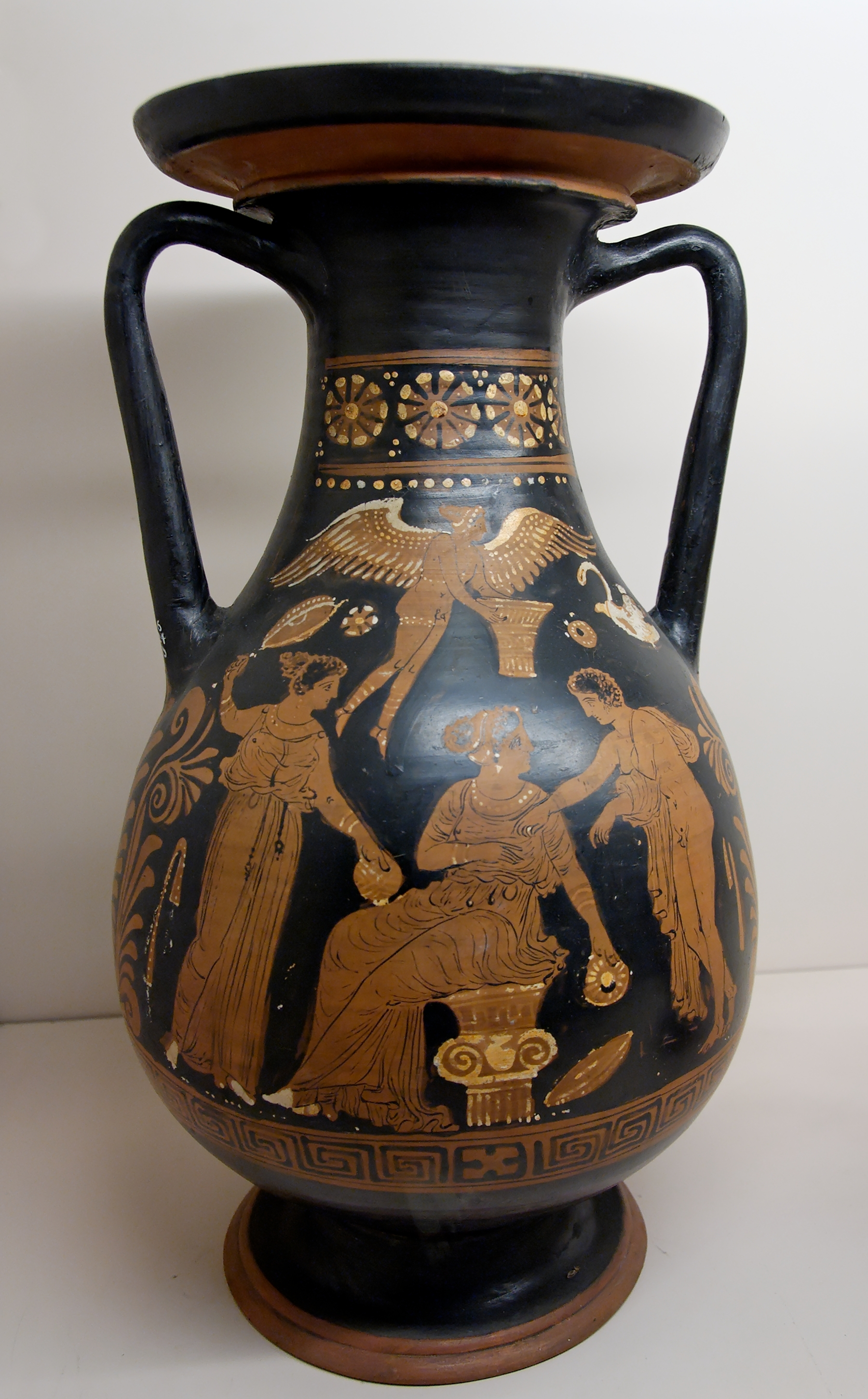
Apulska pelike ze schyłku IV w. p.n.e.
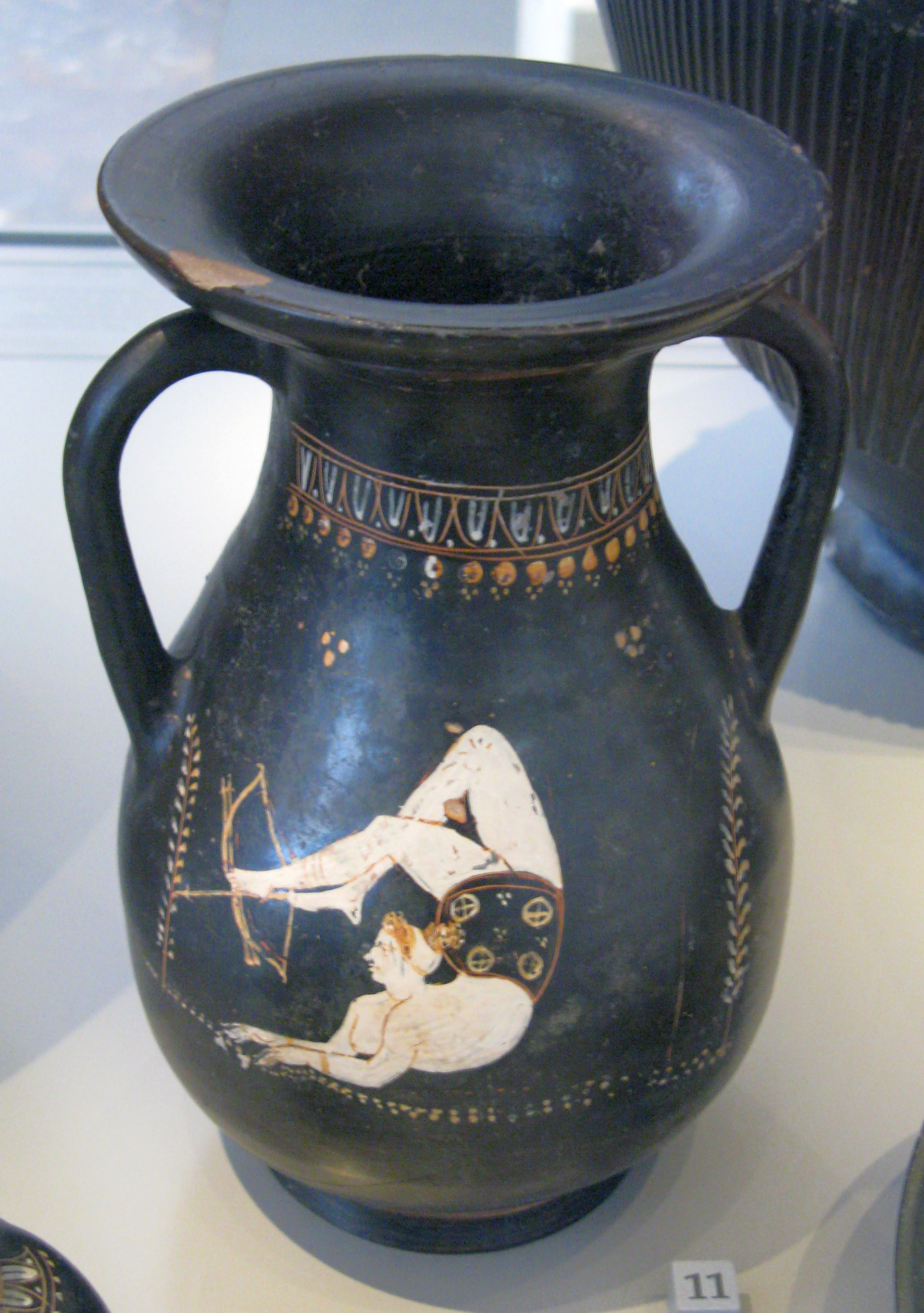
Mała pelike w stylu Gnathia (IV w. p.n.e.)